# Syzygium nicobaricum
Syzygium nicobaricum är en myrtenväxtart som först beskrevs av George King, och fick sitt nu gällande namn av N.C. Rathakrishnan och N.Chandrasekharan Nair. Syzygium nicobaricum ingår i släktet Syzygium och familjen myrtenväxter.
Artens utbredningsområde är Nicobarerna. Inga underarter finns listade i Catalogue of Life.